# Mulher Brasileira (Toda Boa)
"Mulher Brasileira (Toda Boa)" é uma canção composta por J. Telles e Pepê e gravada pela banda de pagode baiano brasileiro Psirico. A faixa foi lançada como single em 26 de outubro de 2007 através da Unimar Music para o primeiro álbum ao vivo da banda, Psirico - Ao Vivo em São Paulo.

## Paradas
| Paradas (2007)          | Melhor posição |
| ----------------------- | -------------- |
| Brasil - Hot 100 Brasil | 40             |

## Prêmios
| Ano  | Prêmio              | Categoria     | Indicação                    | Resultado |
| ---- | ------------------- | ------------- | ---------------------------- | --------- |
| 2008 | Troféu Dodô e Osmar | Melhor música | Mulher Brasileira (Toda Boa) | Venceu    |
| 2008 | Troféu Band Folia   | Melhor música | Mulher Brasileira (Toda Boa) | Indicado  |
| 2008 | Prêmio Aratu Online | Melhor música | Mulher Brasileira (Toda Boa) | Indicado  |

## Outras versões
Ivete Sangalo apresentou a canção em diversos shows a partir de 2008.